# Controle de Danos
Controle de Danos (Damage Control no original em inglês) é uma empresa de construção fictícia que aparece nas revistas em quadrinhos americanas publicadas pela Marvel Comics. A empresa é especializada na reparação dos danos causados por conflitos entre super-heróis e super-vilões. Quatro séries limitadas do Controle de Danos foram publicadas até o momento.

## Outras versões

### Ultimate Marvel
No universo Ultimate Marvel, o Controle de Danos também é uma empresa de construção e demolição. A versão final da Gangue da Demolição são funcionários do Controle de Danos como estreou em Ultimate Spider-Man #86. Eles são então habilitados e abandonam o negócio para se tornar vilões.

## Em outras mídias

### Televisão

#### Animação
- No episódio "Hulk Talk Smack" de The Super Hero Squad Show, o Controle de Danos foi contratado pelo Homem de Ferro para reconstruir a Super Hero City Library depois de uma batalha entre o Esquadrão de Heróis e os minions do Doutor Destino (Klaw e Screaming Mimi). Homem de Ferro fez o check-out para John Porter (executivo de contas do Controle de Danos).

- Controle de Danos aparece no episódio "Damage" de Ultimate Spider-Man.[2] Após uma briga com a Gangue da Demolição, o Homem-Aranha e sua equipe (Poderoso, Punho de Ferro, Nova e Tigresa Branca) são ordenados por Nick Fury para trabalharem com o Controle de Danos para descobrir os motivos da Gangue da Demolição enquanto limpam os danos que foram causados durante a luta. Enquanto trabalhava no Controle de Danos, o Homem-Aranha descobre que o trabalho de limpeza foi usado para um assalto bancário secreto e começa a suspeitar o CEO Mac Porter. Mais tarde naquela noite, o Homem-Aranha se infiltra no prédio do Controle de Danos para investigar Porter, mas descobre que os quatro trabalhadores do Controle de Danos são na verdade a Gangue da Demolição disfarçada usando a equipe deles do Controle de Danos e equipamentos para assaltos. Mac chega para ajudar o time do Homem-Aranha e a Gangue da Demolição é derrotada. Mac Porter é processado para se parecer com Dwayne McDuffie, criador do Controle de Danos. O episódio também foi dedicado à memória de Dwayne McDuffie.

#### Live-action
- Em outubro de 2015, a ABC encomendou um episódio piloto para a sitcom da Marvel Television, Controle de Danos, desenvolvida por Ben Karlin.[3]

### Cinema
Controle de Danos apareceu no filme Spider-Man: Homecoming (2017) da Sony Pictures e Marvel Studios. No filme, o Controle de Danos é uma agência governamental conhecida como Departamento de Controle de Danos dos Estados Unidos, uma empreendimento conjunto entre as Indústrias Stark e o governo dos Estados Unidos para limpar danos após a Batalha de Nova York, um ato que levou a empresa de recuperação de Adrian Toomes a sair do mercado e levou ele a se tornar o Abutre.

### Jogos eletrônicos
- Os trabalhadores do Controle de Danos aparecem em Lego Marvel Super Heroes.
- Controle de Danos aparece em Lego Marvel Avengers. Um trabalhador do Controle de Danos é um personagem jogável.